# Hirut Desta
La princesa Hirut Desta (Hiruta Mariam; Imperio etíope 20 de abril de 1930 - Londres, 2014) fue una de las hijas de Desta Damtew y Tenagnework de Etiopía. A su vez, nieta de los emperadores Haile Selassie y Menen Asfaw. También se la conocía como Ruth Desta.

## Biografía
La princesa Hirut (Ruth) se educó en la escuela School of St. Clare (rebautizada como Bolitho School), de Penzance y Clarendon School en Abergele
Estuvo encarcelada por el Derg entre 1974 y 1988. La princesa Hirut Desta murió en Londres a los 84 años en 2014, y su funeral se llevó a cabo en la Catedral de la Santísima Trinidad de Adís Abeba. Era la viuda del general Nega Tegegn, quien era gobernador de las provincias de Begemder y Semien.

## Patronazgos
- Presidenta del Comité para la Restauración de las Iglesias de Lalibela.

## Honores

### Honores nacionales
- Dama Gran Cordón de la Orden de la Reina de Saba.
- Medalla de coronación imperial (1930).
- Medalla del Jubileo (1955).
- Medalla del Jubileo (1966).